# 昼下りの情事
『昼下りの情事』（ひるさがりのじょうじ、Love in the Afternoon）は、1957年のアメリカ合衆国のロマンティック・コメディ映画である。監督はビリー・ワイルダー、主演はゲイリー・クーパーとオードリー・ヘプバーン。「魅惑のワルツ」が主題曲として使用されている。ヘプバーンのビリー・ワイルダー監督作品への出演は『麗しのサブリナ』に次いで2度目となった。クロード・アネの小説『アリアーヌ』を原作としている。

## ストーリー
愛の都パリ。ここにはいろんな愛がある。そう、不倫の愛も。探偵シャヴァスはホテル・リッツでの不倫の現場の証拠写真をヴァンドーム広場の記念柱から夜通し撮影していた。
家に帰ると音楽院に通う一人娘のアリアーヌがチェロの練習をしている。早速写真の現像を始めると、アリアーヌがやってきて写真を見る。とてもハンサムだわと言うアリアーヌ。だがシャヴァスは愛する娘を不倫などという自分の仕事の世界へ近づけたくはない。しかしアリアーヌは以前からこっそり父の事件簿を盗み読みしていた。公爵夫人とアルプスのガイドの事件、夫人と闘牛士の事件など，愛のために全てを捨てる不倫を、アリアーヌはロマンティックだと思っていた。そこへ依頼人のＸ氏がやってくる。Ｘ氏は写っているヴェールを被っている女性と名うてのプレイボーイでアメリカの大富豪フランク・フラナガンの密会写真を見て自分の妻だと確信。いつも楽団を引き連れているが、「魅惑のワルツ」を演奏し終わると楽団は出て行って2人だけになると聞くと、これから現場を押さえてフラナガンを銃で撃つと激昂しながら出て行った。隣の部屋で盗み聞きしていたアリアーヌは気が気でない。学校でも気になってチェロに身が入らない。ホテル・リッツや警察に電話するも相手にしてもらえない。アリアーヌは学校の友人のミシェルに頼んでホテル・リッツへ送ってもらうことにする。
その頃、ホテル・リッツで待ち伏せているＸ氏は夫人がフラナガンの部屋に入っていくのを見た。ホテルへ着いたアリアーヌはＸ氏を確認すると、別の部屋からフラナガンの部屋へ窓伝いに入っていく。そこでフラナガンとＸ夫人に大急ぎで事情を説明、Ｘ夫人と入れ替わる。「魅惑のワルツ」が終わり、楽団が帰るとＸ氏が入ってくるが、女性が自分の妻ではないと知って退散する。
突然飛び込んできた名前も教えない女の子に興味を持ったフラナガンは明日の晩パリを発つので寂しいからぜひ来てくれと言う。晩はダメだという女の子に、フラナガンは昼下りで、と約束を取り付ける。
次の日、アリアーヌは練習中に父の事件簿からフラナガンのファイルを読んでいた。そこへシャヴァスが入ってきて、今日もミシェルに送ってもらうのかと尋ねる。彼は家柄も申し分ないというシャヴァス。アリアーヌがミシェルのことを調べたの？と言うと、シャヴァスは「もし私がインドの王侯ならダイヤで飾ってやるし、靴屋なら靴を作ってやる。だが探偵では調査してやることしか出来ない。」と言う。それを聞いたアリアーヌは「愛してるわ、パパ」と言うと、シャヴァスは「パパはもっとだ」と返して次の仕事に出て行った。アリアーヌはホテル・リッツに後で来れないと言いにやってきたが、食前酒一杯だけと言われてついついフラナガンと過ごしてしまう。フラナガンはアリアーヌのバッグのＡのイニシャルを見て名前を当てようとするが当たらない。別れ際、アリアーヌはフラナガンの胸に挿していた一輪のカーネーションだけをもらう。翌日、シャヴァスが家に帰ってくるとアリアーヌは元気がなく、冷蔵庫には枯れたカーネーションが置いてあった。
1年後、アリアーヌとミシェルがオペラを観に行っていると、最前列にフラナガンと女性がいるのが見えた。幕間にフラナガンに話しかけるアリアーヌ。最初は忘れていたフラナガンだったが、途中でＡの女の子だったと思い出す。フラナガンは明日の昼下りの約束を強引に取り付ける。
翌日、ホテル・リッツを訪れたアリアーヌは、前日に父が依頼人の貿易商から預かった白テンのコートを着てきた。そしてそれが貿易商にもらったものだと言う。さらにこの1年の間に公爵やアルプスのガイドなどとも付き合っていたと言う。
その後もフラナガンとアリアーヌは逢瀬を続けるが、その度にアリアーヌは父のファイルを元に闘牛士などの相手がいたと嘘を言う。だんだんフラナガンはこのＡの女の子の相手に嫉妬し始める。
ある日、2人で会っている時にフラナガンに女性から電話がかかってくると、ガッカリしたアリアーヌはフラナガンの録音機に自分の（嘘の）今まで付き合った男性の紹介を入れておく。アリアーヌが帰ったあと、録音に気づいたフラナガンが再生するが、嫉妬でモヤモヤしてしまい、サウナに楽団と共に行く。するとそこにはＸ氏がおり、そんな時は優秀な探偵シャヴァスの所で調査してもらうべきだとアドバイスする。
早速シャヴァスを訪ね、その女の子は男と住んでおり、公爵やアルプスのガイドなどとも付き合っていると特徴を言う。シャヴァスはまるで自分の探偵ファイルを総ナメにしたようだと思うが、イニシャルはＡで、カーネーションだけ欲しがったと聞いて、これはアリアーヌのことだと気づく。後で待ち合わせをすることにしてフラナガンが帰ると、シャヴァスはフラナガンが来たとは知らないアリアーヌに悪い環境で育ててしまった、ダメな父親だと言う。アリアーヌは「そんなことはないわ。パパ、愛してるわ」と言うと、シャヴァスは「パパはもっとだ」と悲しげに答える。
待ち合わせ時間にシャヴァスはフラナガンに調査結果をホテル・リッツに持っていく。名前はアリアーヌ、純粋無垢の少女であなたに負けまいと必死で背伸びしていたのだと。そして自分の娘だから本気で無いのなら元の生活に戻してやってほしいと言って出ていく。父親の娘を案じる真剣な気持ちを知ったフラナガンは、パリを去ることにする。アリアーヌが来た時には荷造りも済ませていた。
パリのリヨン駅へフラナガンを見送るためについていくアリアーヌ。表面上は笑顔を見せる2人だったが、アリアーヌの目には涙が浮かび、フラナガンの顔にも心痛が浮かんでいた。列車が動き始めるとフラナガンを追いかけて涙を流しながらもまだ付き合った男性の話をして大丈夫だと強がっているアリアーヌ。それを見ていたフラナガンはとうとうアリアーヌを抱き上げて電車に引き上げた。フラナガンも真剣にアリアーヌを愛してしまっていたのだった。それを影から笑顔で見送るシャヴァス。駅のホームでは楽団が「魅惑のワルツ」を奏でていた。

## キャスト
| 役名                     | 俳優                                                                    | 日本語吹替    | 日本語吹替    | 日本語吹替          |
| 役名                     | 俳優                                                                    | NETテレビ旧版 | NETテレビ新版 | ソフト版            |
| ------------------------ | ----------------------------------------------------------------------- | ------------- | ------------- | ------------------- |
| フランク・フラナガン     | ゲイリー・クーパー                                                      | 黒沢良        | 黒沢良        | 小川真司            |
| アリアーヌ・シャヴァス   | オードリー・ヘプバーン                                                  | 池田昌子      | 池田昌子      | 池田昌子            |
| クロード・シャヴァス     | モーリス・シュヴァリエ                                                  | 中村正        | 巌金四郎      | 山野史人            |
| X氏                      | ジョン・マッギーバー                                                    | 富田耕生      | 滝口順平      | 辻親八              |
| ミシェル                 | ヴァン・ドゥード                                                        | 広川太一郎    | 富山敬        | 松本大              |
| X夫人                    | リーズ・ブールダン                                                      | 稲葉まつ子    |               | 瀬尾恵子            |
| 犬を連れた夫人           | オルガ・ヴァレリー                                                      | 戸川暁子      |               | 瀬尾恵子            |
| オペラでのブルネット女性 | オードリー・ワイルダー                                                  |               |               |                     |
| 警官                     | ポール・ボニファス                                                      | 川久保潔      |               | 磯秀明              |
| 4人の楽団                | ギューラ・コカス ミシェル・コカス ジョージ・コカス ヴィクター・ガゾッリ |               |               |                     |
| その他                   | N/A                                                                     | 野田圭一      |               | 高宮武郎 長谷川俊介 |

- NETテレビ旧版：初回放送1970年10月11日『日曜洋画劇場』21:00-23:26
- NETテレビ新版：初回放送1973年10月28日『日曜洋画劇場』
- ソフト版：2009年11月6日発売『オードリー・ヘプバーン生誕80周年記念 DVD-BOX』に初収録[3]。

※2種のテレビ版は権利元が音源を紛失。2009年にはフィールドワークスにて当時の録画が公募されたが見つからず、同年発売のDVDのためソフト版が新規製作された。

## スタッフ
- 監督 : ビリー・ワイルダー
- 製作：ビリー・ワイルダー
- 共同製作：ウィリアム・シュア、ドアーン・ハリソン
- 助監督：ポール・フェイダー
- 脚本 : ビリー・ワイルダー、I・A・L・ダイアモンド
- 原作：クロード・アネ
- 撮影：ウィリアム・メラー
- 編集：レオニード・アザール
- 美術監督：アレクサンドル・トローネル
- 音楽：フランツ・ワックスマン
- ヘプバーンの衣装：ユベール・ド・ジバンシィ

### 日本語版
| -              | NETテレビ旧版                                     | ソフト版         |
| -------------- | ------------------------------------------------- | ---------------- |
| 演出           | 春日正伸                                          | 春日一伸         |
| 翻訳           | 木原たけし                                        | 中井真理         |
| 調整           |                                                   | 榊枝一也         |
| 配給           | ユナイテッド・アーチスツ・ テレビジョン・ジャパン |                  |
| プロデューサー | 久保田直秀                                        |                  |
| 制作           | 東北新社 NETテレビ                                | プロセンスタジオ |

## エピソード
- 当初、フランク役にはケーリー・グラント、次いでユル・ブリンナーがオファーされていたが断られた。グラントは常にワイルダーの第一候補であったが、いつも都合がつかなかった[6]。この時は27才のオードリー・ヘプバーンにスクリーンで恋するには、52才の自分は年を取り過ぎているという理由で断った[6]。グラントが出なかったことをワイルダーはとても悔しがった[7]。
- モーリス・シュバリエは撮影初日にヘプバーンに「私にあなたのような娘がいたら、どれほど自慢で、どれほど深く愛していたことでしょう」と電報を送ってヘプバーンのハートを掴んでしまった[6]。またヘプバーンの母親が自分のファンで、サイン・コレクターだと知ると、「オードリーの母へ、アリアーヌの父より」とサインした写真を送っている[6][8]。この写真は2004年の日本を最初に世界で開かれた「timeless Audrey」展で実際に展示され、図録にも収録された[8]。
- この映画にはアメリカ版とヨーロッパ版が存在する。年齢の違いすぎるフラナガンとアリアーヌが不道徳と思われないよう、アメリカ版では最後の二人を見送るシーンで父シャヴァスが“二人は結婚した”とナレーションを入れた[9][10]。
- 上記のようにこの映画には2つのバージョンがあるが、日本では1957年の初公開時と1965年のリバイバル時はヨーロッパ版が公開された可能性が高い。日本公開時のタイトルバックは現在DVDなどで見られるブラインドを閉める上にタイトルが被さるものではなく、カーネーションの上にタイトルが被さるものであった[11][12]。1989年のリバイバル以降はアメリカ版になっている。
- この映画はモノクロスタンダードサイズで撮影されているが、ビスタサイズで上映されることを想定して画角が決められている[13]。このため、日本では基本ビスタサイズで上映されたが、届いたフィルムがスタンダードサイズだったので、スタンダードで上映されることもあったという[13][14]。ところが『昼下りの情事』は何度も権利元が変わっているため、1989年にリバイバルされた時には上下が大きくカットされたシネマスコープサイズになっていた[13]。初公開時や1965年のリバイバルで見た人からは不満が寄せられたが、権利元にシネマスコープサイズしかなかった[13]。2010年に「第一回午前十時の映画祭」でリバイバルされた際もシネマスコープサイズだったため、“みんなのこえ”でもかなりの不満が寄せられ、「午前十時の映画祭」事務局から2010年4月5日にスクリーンサイズに関してお知らせが発表されている[15]。その後、2017年に「午前十時の映画祭8」でデジタル上映された際にはビスタサイズに改められた。
- この映画でヒロインの「アリアーヌ巻き」が流行した。大きめのスカーフを三角に折って頭にかぶり、両端を首の前で交差させて後ろで結んだもの[16]。

## 主な受賞歴

### ゴールデングローブ賞
ノミネート
作品賞 (ミュージカル・コメディ部門)
主演男優賞 (ミュージカル・コメディ部門)：モーリス・シュヴァリエ
主演女優賞 (ミュージカル・コメディ部門)：オードリー・ヘプバーン

### ローレル賞
受賞
最優秀作品賞（コメディ部門）
最優秀主演女優賞（コメディ部門）：オードリー・ヘプバーン

### ニューヨーク批評家協会賞
ノミネート
主演女優賞：オードリー・ヘプバーン

### 全米監督協会賞
ノミネート
長編映画監督賞：ビリー・ワイルダー

### 全米脚本家組合賞
受賞
最優秀脚本賞（コメディ部門）：ビリー・ワイルダー、I・A・L・ダイアモンド